# 손충무
손충무(孫忠武, 1940년 11월 2일~2010년 10월 19일)는 대한민국의 기자, 언론인, 작가, 인권 운동가, 출판인이다. 출생지는 경상남도 하동군이고 호(號)는 석천(石川)이다. 1963년 경향신문 기자가 되어 50여년 간 기자, 언론인으로 활동했으며, 김구 일대기 완성, 김영삼 사생아 폭로, 김대중의 비자금 의혹 제기 등을 하였다.
1962년부터 1977년까지 1985년부터 1989년까지 경향신문 기자와 특파원, 논설위원으로 활동하였고, 작가로도 활동하였으며 경향신문 취재부 기자, 취재부 차장 등을 지내다가 일본에서 연구활동을 하였고, 미국에서 LA매일신문, 인사이드 월드 지의 발행인 겸 편집인으로 활동했다. 그밖에 미국 필라델피아 자유신문 편집국장, 미국 워싱턴 한국신보 편집국장 등을 지내다가 전두환 정권 말기에 귀국했다. 박정희 군사독재 정권 당시에는 야당 지도자인 김영삼, 김대중을 지지하였다. 김대중 내란음모사건 때에는 투옥된 김대중을 위하여 미국 정계 및 언론계를 상대로 구명운동을 하였다. 1992년 김영삼의 대선후보 출마 이후 김영삼과 김대중 공격에 앞장서 '김영삼 저격수', '김대중 저격수' 등으로 불렸다.
김영삼의 숨겨둔 딸을 취재, 보도했다가 미국으로 망명하기도 했고, 김대중이 광복이후 북한 노동당에 입당하여 북한 김일성에게 정치자금을 제공받아 정치활동했다는 친북전력을 고발하는 김대중 X-파일을 출판하였다. 김대중 X-파일의 경우 당시 대통령당선자였던 김대중측에서 명예훼손죄로 고발하고 기소되어 2년간 옥살이를 하였다. 미국에서는 김대중 비자금 의혹 폭로와 학생 운동권 세력과 북조선의 연계를 지적, 비판하기도 했다. 본관은 밀양이고 아호는 석천(石川)이다.

## 생애

### 기자 활동

#### 초기 활동
석천 손충무는 1940년 11월 경상남도 하동군에서 태어났다. 명지대학교를 졸업하고 중앙대학교 사회개발대학원에 진학했으나 중퇴했다.
1963년 1월 경향신문에 입사하여 경향신문 수습기자와 취재부 기자, 1964년 1월 경향신문사 사회부 기자, 취재부 차장 등을 지내다가 일본으로 건너 갔다.
일본 게이오기주쿠 대학교 신문학연구소 연구원, 도쿄 한국연구원 김구사상연구위원 등으로 활동했다. 1960년대부터 그는 김구의 암살과 행적에 관련된 기사를 수집하여 1966년 이것이 진상이다, 1974년 암살 작전을 출간했다.

#### 김구 일대기 발굴
그는 김구의 일대기를 추적, 조사하여 보고서를 올리는 한편 언론에 발표하였다. 1962년부터 4년간의 추적, 연구 끝에
김구의 암살을 폭로한 《이것이 진상이다:백범김구선생 암살 폭로기》 (진명문화사, 1966)를 발표하였다. 1965년부터 9년간 김구의 일대기를 추적하는 한편 저서《암살작전:김구 선생 살해 진상기》 (교학사, 1974)를 출간하였다.
1967년 1월 경향신문사 남태평양 및 북미지역 순회 특파원, 1968년 8월 월남, 일본, 동남아 순회 특파원, 1969년 10월 아프리카등 세계일주 특파원으로 활동하다가 1970년 귀국했다.
1970년 서울대학교 신문대학원 언론인특수과정을 수료하였다. 1972년 중앙대학교 사회개발대학원 매스커뮤니케이션 전공에 입학했으나 2학년 재학 중인 1973년 중퇴하였다. 1964년 이후 1975년까지 일본과 자유중국, 홍콩을 오가며 김구에 대한 자료를 입수, 1975년 초에는 경향신문에 백범사록으로 발표, 연재하여 화제가 되었다. 이를 1976년 8월 《망국의 한:백범 김구 사록》(범우사, 1976)으로 간행하기도 했다.

### 망명 활동

#### 언론 활동과 망명 초반
1971년 11월 제6회 ABC체육대회 경향신문 특파원, 1973년 6월 경향신문 자유 중국 정부초청 대만 및 동남아 순회 특파원 등으로 다녀오기도 했다. 이후 경향신문 논설위원으로 재직하기도 했다. 1970년 2월에는 한국기자협회 운영위원, 1971년 3월 국제 PEN 클럽 회원이 되었다. 1972년 1월에는 한국문인협회에 가입하여 한국문인협회 회원으로도 활동하였다. 1972년 6월 한국신문학회 회원이 되었다. 그러나 이전부터 김영삼, 김대중 등의 인물들을 도와 박정희 정권에 반기를 들었다가 1972년 유신이 선포되자, 이에 대하여 반기를 들고 미국으로 망명했다. 그는 미국 망명 뒤에도 미국과 일본을 오가며 김구에 관련된 자료를 수집, 1976년 김구의 일대기를 다룬 김구사록:망국의 한 을 출간했다. 여기에서 그는 신화속으로 전해지던 스찌다 조스케를 암살한 것과 관련된 재판 기록의 사본(일본에 소재)을 입수하여 한국어로 번역하기도 했다.
1973년 11월 경향신문사 경제부 차장이 되어 귀국, 1974년 10월 자유중국정부 초청 쌍십절 경축사절단원의 한 사람으로 다시 중화민국에 다녀왔다. 1975년 11월 경향신문사 취재부 차장, 사회부 차장, 1976년 6월 경향신문사 취재부 부장 등을 역임했다. 1976년 9월 국제(CIVITAN) 클럽 한국본부 대변인, 1977년 3월 경향신문사 논설위원이 되었다.

#### 미국 활동
1977년 도미, 미국 필라델피아 자유신문 편집국장, 1978년 2월 미국 워싱턴DC 한국신보 편집국장이 되고, 같은 달 미국 필라델피아 교포문제연구소 이사로도 위촉되었다.
1979년 10월 판문점에서 북한측 대표들과 3차례 회담하고, 1980년 3월 전두환대통령 취임식 재미교포 경축사절단 대표로 일시 입국했다가 다시 출국하였다. 1980년 4월 에드워드 케네디 미국 민주당 대통령후보 후원회 부위원장 겸 대변인을 맡아보기도 했다. 1981년 1월에는 전두환 대통령의 미국 방문 수행, 취재하였다.
그 뒤 일시 귀국했다가 1983년 11월에는 레이건 미국대통령 일본한국등 동남아 방문시 경향신문 수행기자로 수행 취재하였다. 1985년 1월 도널드 레이건 미국 대통령 취임경축 홍보이사로 출국하며 미국에 체류, 2월 미국 워싱턴 D.C에서 한미 타임즈 회장을 역임하였다.

### 귀국과 재출국
1985년 6월 귀국, 한국멕시코친선협회 홍보이사가 되고 경향신문 논설위원이 되었다. 1989년부터 인사이더월드 대표이사를 맡게 됐다. 1989년 8월 일본 언론인클럽 한반도 연구회에 연사로 초청 강연을 하고 귀국했다. 1989년 11월 인사이더월드를 간행하고 발행인 겸 주필이 되었으며, 1990년 2월 소련 정부 정보부의 초청으로 소련 취재를 10회 하고 그해 말 귀국하였다.1991년 2월 중앙대 사회개발대학원 동창회 부회장이 되었다.
1991년 6월에는 한국-베트남 수교를 앞두고 베트남 정부 초청으로 베트남 현지를 취재하고 귀국했다. 그러나 1992년 민자당 대통령후보 김영삼의 사생아 딸의 존재를 취재해 폭로했다가 다시 미국으로 망명하게 됐다. 1993년 11월부터 이스라엘 정부 초청으로 이스라엘을 취재하고 워싱턴 D.C로 되돌아왔으며, 1994년 5월 94국제인권대회 특별이산에 참석, 대만 무역센터에서 한국의 민주화 정부의 언론 탄압과 반대파에 대한 공격을 규탄하는 강연을 하기도 했다.

### 생애 후반

#### 김영삼 사생아 폭로
김영삼의 사생활이 본격적으로 도마에 오른 것은 1992년 민자당 대선후보 때였다. 그 해 2월 20일자 LA매일신문에 '김영삼 씨의, 숨겨둔 딸 가오리, 뉴욕에 거주하고 있다.'는 기사가 실린 것을 시작으로 국내외 언론에서 동시다발적인 보도가 나왔다.
이 과정에서 LA매이린문 발행인 손충무가 긴급 구속되기도 했다. 당시 국내에서는 'ys의 숨겨둔 딸 가오리 양'의 이야기가 널리 회자화됐다. 나중에는 의혹이 눈덩이처럼 커져 "숨겨진 딸뿐만 아니라 아들도 있다더라"는 소문도 나돌았다.
아들은 모르지만 딸 소문이 '객관적 사실'로 굳어진 것은 김영삼이 임기를 끝마친 지 2년 가량이 지난 2000년 1월이다. 당시 자신을 '가네코 가오리(한국명 주현희, 일명 김현희)'라고 밝힌 여성이 김영삼 전 대통령을 상대로 친자확인 소송을 낸 것이다. 특히 가오리 양의 생모인 이경선 씨는 그해 미국 LA에서 '로스엔젤레스 선데이저널'과 인터뷰를 갖고 1960년대 초반 김영삼과의 만남, 가오리 양의 출산 이후, 일본인에게 양녀로 입양시킨 사연 등을 적나라하게 공개하기도 했다.
김영삼의 상도동계 측근들은 손충무를 손봐줘야 한다는 의견까지 드러냈고 그는 미국으로 망명해야 했다.
김영삼이 대통령 집권 후 역사바로세우기와 과거사 청산을 발표, 조선총독부를 철거하고 금융실명제로 군사정권 인사들의 차명계좌를 동결시켰으며, 신군부와 하나회를 숙청하고, 광주민주화 운동을 격상, 전두환, 노태우의 비자금 수수를 폭로하게 한 뒤, 광주학살과 12.12의 책임을 물어 사법처리시키는 등의 일련의 행위들을 보이자 친군부 세력은 그의 사생활을 들먹이며 집권기간 중 공격을 가하였다. 또한 보도된 LA매일신문의 편집책임자인 언론인 손충무 기자의 구속과, 석방후 미국으로의 정치망명 역시 극우세력의 김영삼에 대한 악감정을 촉발시키는 계기가 됐다.

#### 미국 생활
미국으로 망명, 1993년 11월에는 이스라엘 정부 초청으로 이스라엘을 취재, 성지순례 후 워싱턴 D.C로 돌아왔다. 1994년에는 대만 무역센터에서 주최한 국제 인권대회 특별연사 초청강연에서 연사로 초빙하였다.
미국에서 인사이드 월드 등을 운영하며 기존의 보수 세력을 공격하는 김영삼 정권과 학생 운동권을 공격하였다. 1995년 1월에는 오스트레일리아 문화공보성의 초청으로 시드니 및 캔버라에서 강연하고 다시 워싱턴으로 돌아갔다.

#### 김대중 공산당 전력 폭로
김영삼 정부 말기 이후 미국에 체류하며 인사이드 월드의 발행인으로 활동했고, 2000년대 이후에는 탈북자들을 취재, 북한의 조선로동당의 일당독재를 비난하기도 했다.
1997년 ‘김대중 X-파일’ 시리즈 연재와 책자를 발간해 김대중 당시 대선후보가 광복이후 공산당에 입당하였고 김일성에게 자금과 인력을 지원받아 정치활동을 하였다는 친북 전력을 폭로하였다. 그러나 대선당선이 확정된 다음 김대중 대선당선자에게 출판물에 의한 명예훼손죄로 형사 고발 당했다. 수사 과정에서 권○○ 전 안기부장이 감찰실 비서실을 통해 공금 2억여원을 손씨에게 지원하는 등 부적절한 관계가 확인된것이 드러나 2년간 감옥살이를 했다.
출소 이후 2000년 8월 인사이더월드 발행인 겸 편집인이 되고 11월 미국으로 건너가 ‘인사이드월드’를 세워 주로 진보, 좌익진영의 비리를 폭로하는 기사를 다뤘다. 대표적인 기사로는 미국 CIA자료를 근거로 당시 김대중 정권의 대북송금사건 의혹을 최초로 고발하였다.

### 사망
백혈암으로 투병중이었으며, 장기 입원 중에도 언론 활동과 책을 출간하고 강연활동을 다니기도 했다.
2010년 10월 19일 (현지시각) 오전 8시쯤 미국 버지니아주에서 심장마비로 별세했다.

## 수상 경력
- 1966년 6월 백범김구선생기념사업회 감사패
- 1975년 자유중국 정부 은장 감사패 (한중 친선외교 공로)
- 1985년 미국한인회총연합회 감사패
- 1988년 대한변호사협회 감사패
- 미국 국제전략연구소 '국제평화의 상'
- 1989년 일본 언론인구락부 국제저널리스트 활동상
- 1993년 미국 연합감리교회 93국제인권공로상
- 1995년 1월 중화민국 칭하이우쌍스재단 '94 정의로운 언론인상'
- 1996년 미국 국가안보위원회(N.S.C) 세계평화의 지도자상

## 기타 경력
- 경향신문 취재부 기자
- 경향신문 취재부 차장
- 일본 게이오기주쿠 대학교 신문학연구소 연구원
- 도쿄 한국연구원 김구사상연구위원
- 국제 PEN클럽 회원
- 한국 중앙대학교 사회개발대학원 석사과정 중퇴

## 망명

### 망명한 시기
- 1,2차 망명: 박정희 정권

이전부터 김영삼, 김대중 등의 인물들을 도와 박정희 정권에 반기를 들었는데
유신이 선포되자, 이에 대하여 반기를 들고 미국으로 망명했다.
이후 전두환 정권에 귀국했다.
- 3차 망명: 김영삼 정권

김영삼 정권의 가오리 양 스캔들 등을 기사화 하고는 그 뒤 잠시 망명.
- 4차 망명: 김대중 정권

故 김대중 대통령의 출생의 비밀, 김대중 정권과 북한의 유착, 故 김 대통령과 박지원 비서실장 등의 부도덕성 및 비리 등에 대해 글을 썼다. 그러자 김대중은 그를 명예훼손으로 고발을 했고, 허위 사실 유포에 대한 혐의로 수감됐다. 그는 2년만에 출소해 미국으로 망명했다. 이후 그는 일본에 김대중 X-파일과 미국과 일본에서 구한 자료를 보강해 일본에서 金大中.金正日 最後の陰謀라는 책을 써서 김대중 정권에 대한 한국 여론의 신뢰에 큰 타격을 입혔다.

### 안기부의 도감청 대상
손충무는 김영삼의 사생아를 폭로한 대가로 국가안전기획부의 내사를 당했다.
결국 그는 YS의 사생아 문제를 제기했다는 이유로 당시 안기부 비서실장을 지낸 이OO는 그를 직접 관리했다. 그런데 1997년 대선 당시 손충무는 김대중 X파일을 발표했고, 이 일로 손충무를 전담으로 감시하던 안기부 직원 이OO 등은 조사, 불이익을 당하기도 했다.

## 저서
- 《이것이 진상이다:백범김구선생 암살 폭로기》 (1966)
- 《마담 프란체스카》 (1970)
- 《한강은 흐른다:임영신 여사 일대기》 (동아출판사, 1972)
- 《암살 작전:김구 선생 살해 진상기》 (1974)
- 《김구사록:망국의 한》 (1976, 범우사)
- 《최후의 그 말 한마디 : 손충무 칼럼집》 (1986, 문학예술사)
- 《김대중 X-파일》 (1997, 새세상출판사)
- 《金大中.金正日 最後の陰謀》 (2002, 日新報道)
- 《김일성의 꿈은 김대중을 남조선 대통령으로 만드는 것이었다》 (2010, 이포)

## 가족 관계
- 아버지 : 손두봉
- 어머니 : 김말수
- 부인 : 유순자
  - 아들 : 손우영(孫宇永, 1963년 12월 25일 - , 기업인)
  - 아들 : 손세영(孫世永, 1965년 1월 5일 - , 기업인)
  - 아들 : 손국영(孫國永, 1970년 2월 9일 - 미국 해군 군의관)
  - 딸 : 조경아

## 같이 보기
| - 반공주의 - 인사이드 월드 - 경향신문 - 조갑제 - 지만원 - 김대중 - 박용만 - 서정갑 - 송복 - 오제도 - 이도형 - 이상돈 - 박관수 - 이회창 - 전원책 - 홍일식 | - 국가주의 - 김동길 - 박관수 - 박홍 - 선우휘 - 이동복 - 홍관희 - 김필재 - 서길수 - 김구 - 류근일 - 김성욱 - 류근일 - 김필재 - 박홍 | - 김동문 - 이주천 - 선우휘 - 윤치영 - 이주영 |